# Șmakove, Krînîcikî
Șmakove (în ucraineană Шмакове) este un sat în comuna Malomîhailivka din raionul Krînîcikî, regiunea Dnipropetrovsk, Ucraina.

## Demografie
Componența lingvistică a localității Șmakove
     Ucraineană (89,15%)
     Rusă (9,3%)
     Alte limbi (1,56%)
Conform recensământului din 2001, majoritatea populației localității Șmakove era vorbitoare de ucraineană (89,15%), existând în minoritate și vorbitori de rusă (9,3%).